# Franz Mertens
Franz Carl Joseph Mertens (Środa Wielkopolska, 20 marzo 1840 – Vienna, 5 marzo 1927) è stato un matematico polacco, conosciuto per i suoi contributi in teoria analitica dei numeri.